# Silikwa

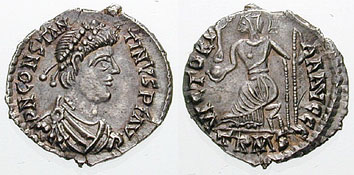
Sylikwa cesarza Konstantyna III (407-411 n.e.)

Silikwa, sylikwa (łac. siliqua) – rzymska
1. jednostka wagowa równa {\displaystyle {\tfrac {1}{6}}} scripulum lub {\displaystyle {\tfrac {1}{1720}}} libry (funta rzymskiego) – odpowiednik 0,19 grama;
2. srebrna moneta o wartości {\displaystyle {\tfrac {1}{24}}} złotego solida, bita od 323 r., do drugiej połowy VII w. (Bizancjum)